# Alexander von Eye
Alexander von Eye (* 16. September 1949 in Leipzig) ist ein deutsch-US-amerikanischer Psychologe, der zuletzt als Professor für Methodenlehre an der Universität Wien lehrte und forschte.

## Leben
Seinen B.A. (Vordiplom) in Psychologie, Humangenetik und Philosophie hat er 1971 an der Ludwig-Maximilians-Universität München abgelegt. 1974 folgte das Diplom an der Universität Trier.  Von 1974 bis 1977 hatte er hier eine Assistentenstelle inne.  1976 folgte die Promotion in den Fächern Psychologie, Pädagogik und Psychiatrie in Trier. Von 1977 bis 1981 war er Assistenzprofessor an der Friedrich-Alexander-Universität Erlangen-Nürnberg. 1981 erfolgte die Habilitation wieder an der University Trier. Zwischen 1981 und 1986 hatte er eine Forschungsstelle am Max-Planck-Institut für Bildungsforschung in Berlin inne. 1985 war er Honorarprofessor für angewandte Methodik in Psychologie an der Technischen Universität Berlin. Danach war er bis 1986 zuerst Gastprofessor und dann bis 1993 Professor an der Pennsylvania State University im College of Human Development and Center for the Study of Child and Adolescent Development. Ab 1993 arbeitete er als Professor für Psychologie am Institute for Public Policy and Social Research der Michigan State University. Seit 2012 ist er Professor für Methoden der Psychologie an der Abteilung für Psychologische Grundlagenforschung und Forschungsmethoden der Universität Wien. Nach seiner Emeritierung lebt er in Montpellier.

## Werk
Er hat sich schwerpunktmäßig mit Statistik und Methodenlehre beschäftigt, dabei hat er hat Methoden zur Analyse von kategorialen und Längsschnittdaten in der Psychologie entwickelt. Speziell die Konfigurationsfrequenzanalyse hat er auf Anstoß durch Gustav A. Lienert weiterentwickelt. Diese Methoden hat er während seiner Zeit an der Pennsylvania State University und der Michigan State University auf Fragen der Familienforschung und auf die Erforschung sozialer Themen angewandt.

## Ehrungen/Positionen
- 2010 Gaststipendiat am Leibniz-Zentrum ZPID in Trier
- 1989 bis 2011 Gastprofessuren an der Universität Trier, der Universität Jena, der Universität Wien, der  Universität Graz, der Universität Fribourg, der Universität Klagenfurt, der Wirtschaftsuniversität Wien und der Tufts-Universität

## Privates
Er ist verheiratet mit Donata von Eye.

## Publikationen (Auswahl)
Monografien
- Mit Wolfgang Wiedermann: Configural Frequency Analysis. Foundations, Models, and Applications. Springer, Berlin 2023, ISBN 978-3-662-64010-4.
- Mit Eun-Young Mun: Log-Linear Modeling: Concepts, Interpretation, and Application. John Wiley & Sons, New York, NY 2014, ISBN 978-1-118-39176-1.
- Mit Christof Schuster: Regression analysis for social sciences. Academic Press, London 1998.
- Mit Jochen Brandtstädter: Psychologische Prävention: Grundlagen, Programme, Methoden. Huber, 1982, ISBN 978-3-456-81177-2.

Herausgeberschaften
- Mit Wolfgang Wiedermann: Statistics and Causality: Methods for Applied Empirical Research. John Wiley and Sons, New York, NY 2016, ISBN 978-1-118-94706-7.
- Mit Mark Stemmler; Wolfgang Wiedermann: Dependent Data in Social Sciences Research. Forms, Issues, and Methods of Analysis. Springer International Publishing, 2015, ISBN 978-3-319-20584-7.
- Mit Christiane Spiel. Person-oriented research methods. Hogrefe, Göttingen 2010, ISBN 978-0-88937-391-4.
- Mit Rainer K. Silbereisen: Growing up in Times of Social Change. De Gruyter, Berlin 1999.
- Prädiktionsanalyse. Vorhersagen mit kategorialen Variablen. Psychologie-Verlags-Union, Weinheim 1991, ISBN 978-3-621-27115-8.
- Mit Wolfgang Marx: Semantische Dimensionen: Verhaltenstheoretische Konzepte einer psychologischen Semantik. Verlag für Psychologie Hogrefe, Göttingen 1984, ISBN 978-3-8017-0209-0.

Zeitschriftenartikel
- Mit Wolfgang Wiedermann; Stefan von Weber: Latent variables analysis in person-oriented. In: Journal for Person-Oriented Research, 2023, 9 (1) S. 17–28.
- Mit Wolfgang Wiedermann; Stefan von Weber: Base Models for Configural Frequency Analysis – Data Generation. In: Integrative psychological and behavioral science, 2022, S. 1–21.
- Mit Wolfgang Wiedermann: A Simple Configural Approach for Testing Person-Oriented Mediation Hypotheses. In: Integrative psychological and behavioral science, 2021, S. 1–28.
- Mit Wolfgang Wiedermann; Xintong Li: Testing the Causal Direction of Mediation Effects in Randomized Intervention Studies. In: Prevention Science, 2018, S. 1–12.
- Mit Wolfgang Wiedermann: Testing Event-Based Forms of Causality. In: Integrative psychological and behavioral Science, 2017. S. 1–21.
- Mit Linda A. Jackson; Edward A. Witt; Yong Zhao; Hiram E. Fitzgerald: A longitudinal study of the effects of Internet use and videogame playing on academic performance and the roles of gender, race and income in these relationships. In: Computers in Human Behavior, 2011, 27 (1), S. 228–239.
- Mit Thorsten Meiser; Christiane Spiel: Loglinear Symmetry and Quasi‐Symmetry Models for the Analysis of Change. In:  Biometrical Journal, 2007, 39 (3), S. 351–368.
- Mit Michael J. Rovine;  Constance J. Jones: A Test of the Equivalence of Four Random Number Generators – A Simulation Study. In: Biometrical Journal, 2007, 34 (1), S. 111–116.
- The General Linear Model as a Framework for Models in Configural Frequency Analysis In: Biometrical Journal, 2007, 30 (1), S. 59–67.
- Mit G. Anne Bogat: Person-Oriented and Variable-Oriented Research: Concepts, Results, and Development. In: Merrill-Palmer Quarterly, 2006, 52 (3), S. 390–420.
- Mit L. A. Jackson; F.  A. Biocca; G. Barbatsis; Y. Zhao; H. E. Fitzgerald: Does home internet use influence the academic performance of low-income children? In: Developmental Psychology, 2006, 42 (3), S. 429–435.
- Mit Alytia A. Levendosky; Kerry L. Leahy; G. Anne Bogat; William S Davidson: Domestic violence, maternal parenting, maternal mental health, and infant externalizing behavior. In: Journal of Family Psychology, 2006, 20 (4), S. 544–552.
- Mit Alissa C. Huth-Bocks; Alytia A. Levendosky; G. Anne Bogat: The Impact of Maternal Characteristics and Contextual Variables on Infant–Mother Attachment. In: Child Development, 2004, 75 (2), S. 480–496.
- Mit Carol J. Whitlatch; Steven H. Zarit: Efficacy of Interventions with Caregivers: A Reanalysis Get access Arrow. In: The Gerontologist, 1991, 31 (1), S. 9–14.
- Mit Walter Hussy; Joachim Funke: Gedächtnishemmungen, kognitiver Entwicklungsstand und Lernmaterial. In: Zeitschrift für erziehungswissenschaftliche Forschung, 1979, 13, S. 9–33.
- Mit Hans-Peter Krüger; Gustav A. Lienert; Alfred Gebert: Eine inferentielle nonparametrische Clusteranalyse mit Alternativdaten. In: Psychologische Beiträge, 1979, 21, S. 540–553.